# Degranvillea dermaptera
Degranvillea dermaptera là một loài thực vật có hoa trong họ Lan. Loài này được Determann mô tả khoa học đầu tiên năm 1985.